# Aguarunichthys
Aguarunichthys – rodzaj słodkowodnych ryb sumokształtnych z rodziny mandiowatych (Pimelodidae).

## Zasięg występowania
Ameryka Południowa: Brazylia i Peru.

## Taksonomia
Donald Stewart utworzył rodzaj Aguarunichthys w 1986 jako takson monotypowy dla Aguarunichthys torosus. W 1993 zostały opisane naukowo dwa kolejne gatunki.

## Cechy charakterystyczne
Dwie podstawowe cechy diagnostyczne obejmują różnice w budowie pęcherza pławnego oraz kształcie pyska.

## Klasyfikacja
Współcześnie żyjące gatunki zaliczane do tego rodzaju:
- Aguarunichthys inpai
- Aguarunichthys tocantinsensis
- Aguarunichthys torosus

Gatunkiem typowym jest Aguarunichthys torosus.